# Пожарки (Гродненская область)
Пожарки (бел. Пожаркі) — деревня в Волковысском районе Гродненской области Беларуси. Входит в состав Субочского сельсовета.

## География
Деревня находится в юго-западной части Гродненской области, на правом берегу реки Волпянки, при автодороге Н-7647, на расстоянии приблизительно 13 километров (по прямой) к северо-западу от города Волковыск, административного центра района. Абсолютная высота — 169 метров над уровнем моря. Площадь населённого пункта — 0,0974 км².

## История
По состоянию на 1905 год, в Пожарках проживало 117 человек. В административном отношении деревня входила в состав Шиловичской волости Волковысского уезда Гродненской губернии.
Согласно Рижскому мирному договору (1921), деревня вошла в состав Второй Польской республики. Входила в состав гмины Терешки Волковысского повета Белостокского воеводства. В 1921 году числилось 123 жителя, проживавших в 20 домах. В этническом составе населения того периода поляки составляли 95,9 %, евреи — 3,3 %, белорусы — 0,8 %. В конфессиональном составе католики составляли 93,5 % населения деревни, иудеи — 3,25 %, православные христиане — 3,25 %.
С 1939 года в БССР.

## Население
По данным переписи 2019 года, в деревне проживало 6 человек.
| Год  | Население, человек |
| ---- | ------------------ |
| 1905 | 117                |
| 1921 | ↗ 123              |
| 2009 | ↘ 15               |
| 2019 | ↘ 6                |